# Luis Escobar (beisbolista)

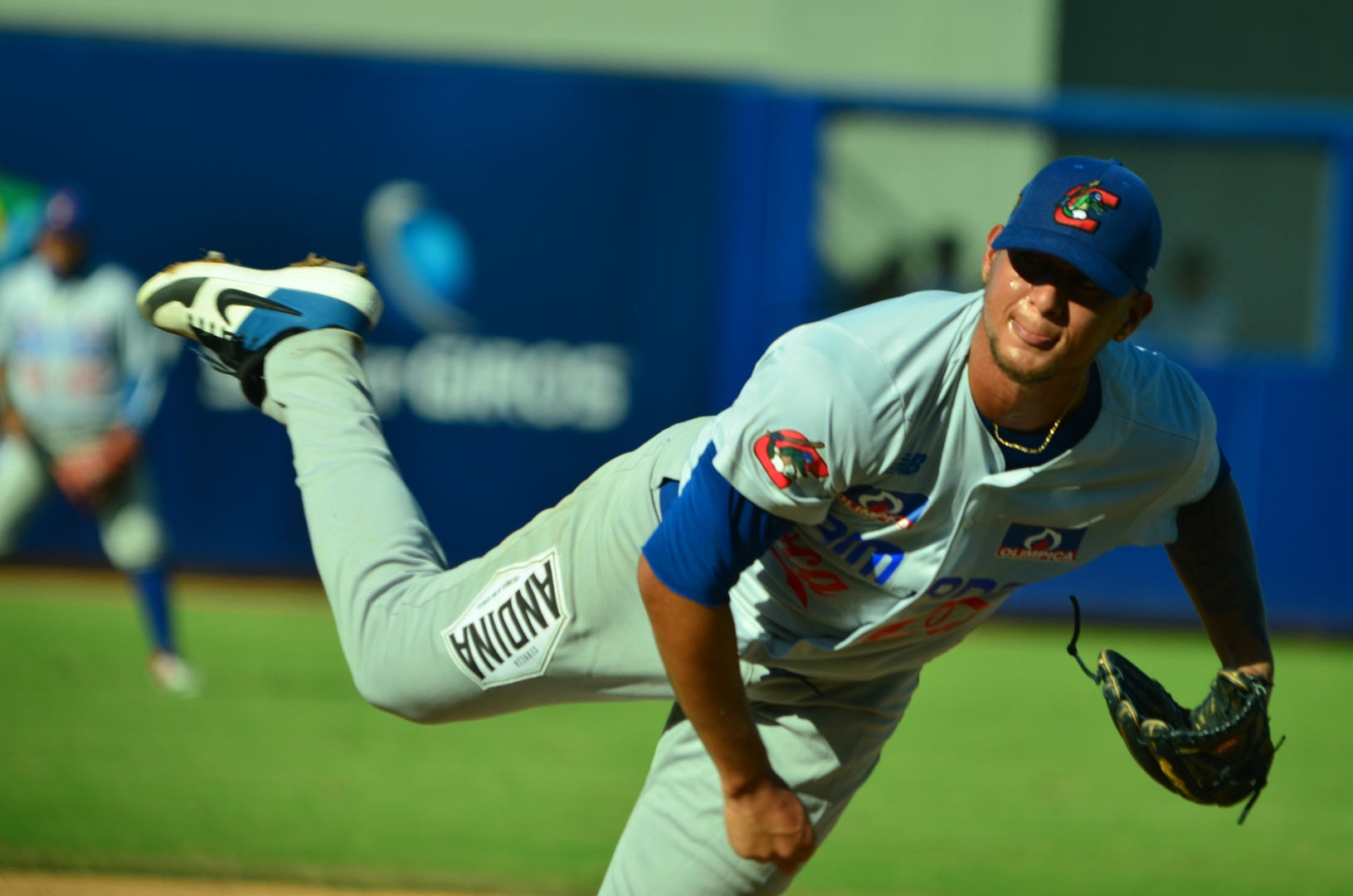
Luis Escobar con Caimanes de Barranquilla.

Luis Alberto Escobar (Cartagena de Indias, 30 de mayo de 1996) es un beisbolista colombiano que se desempeña como lanzador.

## Carrera en la MLB

### Piratas de Pittsburgh
Escobar es firmado por la organización de los Piratas de Pittsburgh en el 2013.
Con su actuación en Triple A con los Indianapolis Indians lo llaman el 6 de julio de 2019 al equipos principal, debuta en Grandes Ligas el 13 de julio ante Cachorros de Chicago, lanza dos entradas, permite cuatro hits, no le anotan carreras y poncha a uno.
El 9 de junio de 2020 es liberado por los Piratas.

## Números usados en las Grandes Ligas
- 77 Pittsburgh Pirates (2019)

## Estadísticas de pitcheo en Grandes Ligas
Estadísticas en Grandes Ligas.
| Año   | Equipo             | Liga | Juegos | W | L | W-L | ERA  | WHIP  | K |
| ----- | ------------------ | ---- | ------ | - | - | --- | ---- | ----- | - |
| 2019  | Pirates Pittsburgh | NL   | 4      | 0 | 0 |     | 7.94 | 2.471 | 2 |
| TOTAL |                    |      | 4      | 0 | 0 |     | 7.94 | 2.471 | 2 |

## Ligas Invernales y de Verano
Equipos en los que actuó por las diferentes Ligas Invernales y de Verano.
- Título Serie del Caribe 2022 con Caimanes de Barranquilla.

| Equipo                   | Liga                                   | País                 | Temporada |
| ------------------------ | -------------------------------------- | -------------------- | --------- |
| Águilas del Zulia        | Liga Venezolana de Béisbol Profesional | Bandera de Venezuela | 2018-19   |
| Toros de Sincelejo       | Liga Profesional de Béisbol Colombiano | Bandera de Colombia  | 2019-20   |
| Caimanes de Barranquilla | Liga Profesional de Béisbol Colombiano | Bandera de Colombia  | 2020-21   |
| Olmecas de Tabasco       | Liga Mexicana de Béisbol               | Bandera de México    | 2021      |
| Yaquis de Ciudad Obregón | Liga Mexicana del Pacífico             | Bandera de México    | 2021-22   |
| Caimanes de Barranquilla | Liga Profesional de Béisbol Colombiano | Bandera de Colombia  | 2021-22   |
| Caimanes de Barranquilla | Liga Profesional de Béisbol Colombiano | Bandera de Colombia  | 2022-23   |
| Olmecas de Tabasco       | Liga Mexicana de Beisbol               | Bandera de México    | 2023      |
| Caribes de Anzoátegui    | Liga Venezolana de Béisbol Profesional | Bandera de Venezuela | 2023-24   |
| Acereros de Monclova     | Liga Mexicana de Béisbol               | Bandera de México    | 2024      |
| Tigres de Cartagena      | Liga Profesional de Beisbol Colombiano | Bandera de Colombia  | 2024-25   |

## Liga de China
Escobar llega a la Liga de Beisbol Profesional China al equipo Fubon Guardians.
| Equipo          | Liga                              | País                                  | Temporada |
| --------------- | --------------------------------- | ------------------------------------- | --------- |
| Fubon Guardians | Liga de Béisbol Profesional China | Bandera de la República Popular China | 2022      |